# Polyrhachis leopoldi
Polyrhachis leopoldi is een mierensoort uit de onderfamilie van de schubmieren (Formicinae). De wetenschappelijke naam van de soort is voor het eerst geldig gepubliceerd in 1932 door Santschi.